# Heteropterys laurifolia
Heteropterys laurifolia là một loài thực vật có hoa trong họ Malpighiaceae. Loài này được (L.) A. Juss. mô tả khoa học đầu tiên năm 1840.